# مسکو (میسیسیپی)
مسکو (به انگلیسی: Moscow) یک منطقهٔ مسکونی در ایالات متحده آمریکا است که در شهرستان کمپر، میسیسیپی واقع شده‌است. مسکو ۱۵۵٫۱۵ متر بالاتر از سطح دریا واقع شده‌است.